# 利贝泰堡区
利贝泰堡区，是海地的區，位於該國北部，由东北省負責管轄，首府利贝泰堡。面積349.9平方公里，海拔高度61米，2015年該區人口60,632，人口密度為每平方公里173.3人。